# Воля-Пщулецька
Воля-Пщулецька (пол. Wola Pszczółecka) — село в Польщі, у гміні Зелюв Белхатовського повіту Лодзинського воєводства.
Населення — 57 осіб (2011).
У 1975-1998 роках село належало до Пйотрковського воєводства.

## Демографія
Демографічна структура станом на 31 березня 2011 року:
|          | Загалом | Допрацездатний вік | Працездатний вік | Постпрацездатний вік |
| -------- | ------- | ------------------ | ---------------- | -------------------- |
| Чоловіки | 35      | 1                  | 28               | 6                    |
| Жінки    | 22      | 1                  | 8                | 13                   |
| Разом    | 57      | 2                  | 36               | 19                   |